# Михайлов, Григорий Карпович
Григо́рий Ка́рпович Миха́йлов (1814—1867) — русский живописец, представитель венециановской школы; автор исторических и жанровых картин. Академик Императорской Академии художеств (с 1855).

## Биография
Родился в семье крепостного, жил в Твери, где окончил гимназию. Приехав в Петербург с целью поступить в Медико-хирургическую академию, Михайлов случайно познакомился с художником А. В. Тырановым. Стал учеником учителя Тыранова – А. Г. Венецианова, который помог ему освободиться от крепостной зависимости, собрав две тысячи рублей среди художников для его выкупа. Настоящая фамилия Михайлова – Ковальков.
Михайлов посещал классы Императорской Академии художеств как вольноприходящий слушатель. Поступил в Академию художеств, обучался в классе исторической живописи (1836—1842) у Карла Брюллова. Во время обучения Михайлов был награждён медалями: в 1838 году за рисунок с натуры – малой серебряной, в 1839 за картину «Прометей» – малой золотой, в 1841 – большой серебряной. В 1842 году за академическую программную работу на сюжет греческого мифа «Лаокоон с детьми в борьбе со змеями» (эскиз – в Третьяковской галерее) Михайлов был удостоен большой золотой медали. Получил аттестат на звание классного художника 1-й степени и право пенсионерской поездки за границу.
В Неаполе исполнил копии с картин «Несение креста» Хусепе де Риберы и «Мадонна» Сассоферрато. С середины XIX века Михайлов работал в Испании, где исполнил множество замечательных копий с полотен Рафаэля, Тициана, Мурильо, Креспи, Сурбарана, Веласкеса и других мастеров. В Мадриде по заказу американского посла в Испании живописец выполнил 175 рисунков на темы Священного писания.
В 1861 году Михайлов исполнил картину «Моление о чаше» на звание профессора, в том же году был избран в Академии художеств адъюнкт-профессором. В 1862 году уехал для постоянного проживания в Ревель. Умер в 1867 году на мызе Шлосс-Фаль в Эстляндской губернии. После смерти художника его оставшийся капитал был обращен в пользу Академии художеств и учреждена стипендия имени Г. К. Михайлова (1878).
Творчество представлено в крупнейших музейных собраниях, в том числе в Государственной Третьяковской галерее, Государственном Историческом музее, Государственном Русском музее, Научно-исследовательском музее Российской Академии художеств и других.

## Галерея
- Кухарка (1835)
- Вторая античная галерея в Академии художеств (1836)
- Прометей, эскиз (1839)
- Лаокоон с детьми в борьбе со змеями, эскиз (1841) ГТГ
- Девушка, ставящая свечу перед образом (1842). ГТГ
- Девушка с фиалками (1850)
- Молитва (1850)